# Cassarate (rijeka)
Cassarate je rijeka u kantonu Ticinu duga 18,3 km. 

## Zemljopisne karakteristike
Rijeka Cassarate izvire na obroncima planine Monte Gazzirole u dolini Colli, od tamo teče prema jugu do svog ušća u Jezero Lugano, u gradu Luganu.

## Vanjske poveznice
|  | Zajednički poslužitelj ima još gradiva o temi Cassarate (rijeka) |